# Seneq
Seneq (persiska: سِنيق, سنق, Senīq) är en ort i Iran.   Den ligger i provinsen Västazarbaijan, i den nordvästra delen av landet, 700 km nordväst om huvudstaden Teheran. Seneq ligger 992 meter över havet och antalet invånare är 259.
Terrängen runt Seneq är platt åt nordost, men åt sydväst är den kuperad.Runt Seneq är det ganska glesbefolkat, med 39 invånare per kvadratkilometer. Närmaste större samhälle är Showţ, 9,1 km väster om Seneq. Trakten runt Seneq består i huvudsak av gräsmarker.